# ملازمة (منطق)
الملازمة لغة امتناع انفكاك الشيء عن الشيء، واللزوم والتلازم بمعناه. واصطلاحا كون الحكم مقتضيا للآخر على معنى أن الحكم بحيث لو وقع يقتضي وقوع حكم آخر اقتضاء ضروريا، كالدخان للنار في النهار، والنار للدخان في الليل.

## تقسيم

### خارجية
الملازمة الخارجية هي كون الشيء مقتضيا للآخر في الخارج، ثبت تصور اللازم فيه، كالزوجية للإثنين، فإنه كلما ثبت ماهية الاثنين في الخارج ثبت زوجيته فيه.

### ذهنية
الملازمة الذهنية هي كون الشيء مقتضيا للآخر في الذهن، أي متى ثبت تصور الملزوم في الذهن ثبت تصور اللازم فيه، كلزوم البصر للعمى، فإنه كلما ثبت تصور العمى في الذهن ثبت تصور البصر فيه.

### عادية
الملازمة العادية ما يمكن للعقل تصور خلاف اللازم فيه، كفساد العالم على تقدير تعدد الآلهة بإمكان الاتفاق.

### عقلية
الملازمة العقلية ما لا يمكن للعقل تصور خلاف اللازم كالبياض للأبيض، ما دام أبيض.

### مطلقة
الملازمة المطلقة هي كون الشيء مقتضيا للآخر، والشيء الأول هو المسمى بالملزوم، والثاني هو المسمى باللازم؛ كوجود النهار لطلوع الشمس، فإن طلوع الشمس مقتض لوجود النهار، وطلوع الشمس ملزوم، ووجود النهار لازم.